# Danas (Belgrad)
Danas (deutsch Heute) ist eine serbische Tageszeitung, die in Belgrad erscheint.
Die erste Ausgabe von Danas erschien am 9. Juni 1997. Seit Beginn wurde redaktionell auf eine unabhängige Berichterstattungspolitik Wert gelegt, jedoch mit Rücksicht auf das Regime von Slobodan Milošević. Durch die offene und unzensierte Berichterstattung von Ereignissen in Serbien und Montenegro stand die Zeitung im Visier der serbischen Behörden.
Am 14. Oktober 1998 wurde Danas zusammen mit zwei weiteren Nachrichtenzeitungen, Dnevni Telegraf und  Naša Borba, von der Regierung bis auf Weiteres mit einem Schreibverbot verhängt. Die Begründung lautete „wegen Angstschürerei und Miesmachung“. Das Verbot wurde verhängt, als die NATO die Möglichkeit einer Bombardierung von Jugoslawien öffentlich in Erwägung zog.
Am 20. Oktober 1998 wurde das Verbot zwar wieder aufgehoben, jedoch nur, um durch eine neue drakonische Gesetzgebung, damals „Informationsgesetz“ genannt, ersetzt zu werden. Unter diesem neuen Gesetz wurde Danas mehrmals mit Bußgeldstrafen belegt. Hierdurch bedingt kam es zu ernsthaften Überlegungen die Zeitung einzustellen, welche jedoch nicht in die Tat umgesetzt wurden.
Heute ist Danas eine Tageszeitung, die offen und ausschließlich die serbische Opposition unterstützt.